# Oed in Bergen
Oed in Bergen ist eine Ortschaft und eine Katastralgemeinde in der Gemeinde Hartkirchen im Bundesland Oberösterreich.
Die Streusiedlung befindet sich nordwestlich von Hartkirchen. Laut der letzten Zählung am 1. Jänner 2024 hat sie 53 Einwohner.
Der Landstrich wurde erst im 13. Jahrhundert gerodet. Der Name Oed in Bergen auf die ehemalige Kargheit dieses Gebietes und auch heute ist der Ort dünn besiedelt ist. Die Haufensiedlung befand sich ursprünglich im Sauwaldgebiet, einem früher großen Waldgebiet von Passau bis zum Eferdinger Becken, der heute stark durchlichtet ist und neben kleinen Waldflächen aus zahlreichen Wiesen und Felder besteht. Die Fruchtbarkeit des Bodens hält sich in Grenzen. Es gibt sehr viele Steine in den Feldern, welche durch den Frost jedes Jahr nach oben wandern (siehe auch: Frostmusterboden). Oed in Bergen liegt auf den Ausläufern des böhmischen Massives, das durch die Donau durchschnitten wird und noch ein bisschen ins Hausruckviertel hereinreicht.